# Wenzel von Zaleski (Politiker)

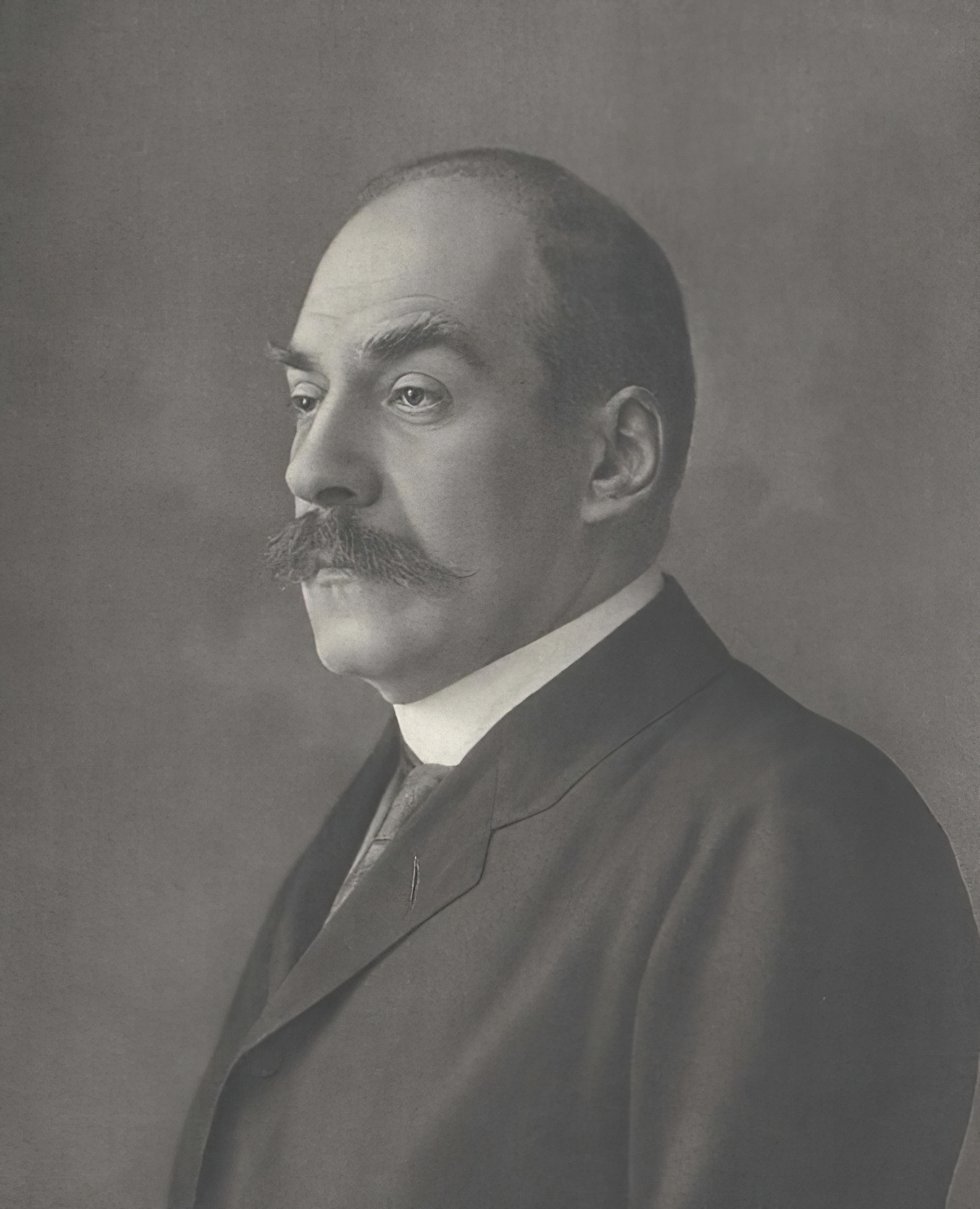
Hrabia Wacław Zaleski

Graf Wacław Michał Artur Zaleski (* 28. Juni 1868 in Lemberg; † 24. Dezember 1913 in Martinsbrunn bei Meran) war ein österreichisch-ungarischer konservativer Politiker und Jurist. Er war mehrfach Landwirtschaftsminister und Finanzminister (u. a. in der Regierung von Richard von Bienerth). Des Weiteren war er Kammerherr des Kaisers Franz Joseph I. und Wirklicher Geheimrat, Mitglied des Wiener Staatsrates und Großgrundbesitzer.

## Leben
Zaleski war der Sohn von Filip Ritter von Zaleski (1836–1911) und Aleksandra Gräfin Suchodolska. Nach dem Franz Joseph-Gymnasium in Lemberg studierte Wenzel Rechtswissenschaft an den Universitäten Wien (1885–1887, 1888–1889) und Lemberg (1887–1888).
1890 begann er die Beamtenlaufbahn, 1903 war er Chef des Präsidialbüros der Statthalterei in Lemberg, 1907 Sektionschef im Ackerbauministerium. Anfang 1911 wurde er Minister ohne Portefeuille (Galizien), im November 1911 auch Leiter des Ackerbauministeriums. Vom 19. November 1911 bis 24. Dezember 1913 war er Finanzminister (seit 8. Okt. 1913 krankheitshalber beurlaubt) im Ministerium Stürgkh.
Von 1912 bis 1913 war Zaleski Mitglied des galizischen Landtages.
1893 erbte von Zaleski von seinem Onkel Zygmunt Freiherr von Romaszkan das Gut Ostapie (Bezirk Skałat, Galizien).
Mit seiner Frau Aleksandra, geborene Grafin Mycielska, hatte er die Kinder: Aleksander Filip Józef, Roman Franciszek Feliks, Maria Marietta Anna, Elżbieta Izabela Maria und Teresa Antonina Maria.

## Auszeichnungen
- Orden vom Heiligen Grab (Großkreuz, verliehen von Papst Pius X. für Vorverhandlungen mit der französischen Regierung über die Einrichtung eines Konkordats mit dem Vatikan)
- Orden der Eisernen Krone I. Klasse (verliehen 1912)
- rumänischer Karlsorden (Großkreuz)
- französischer Orden für landwirtschaftliche Verdienste
- persischer Sonnen- und Löwenorden